# 7108 Nefedov

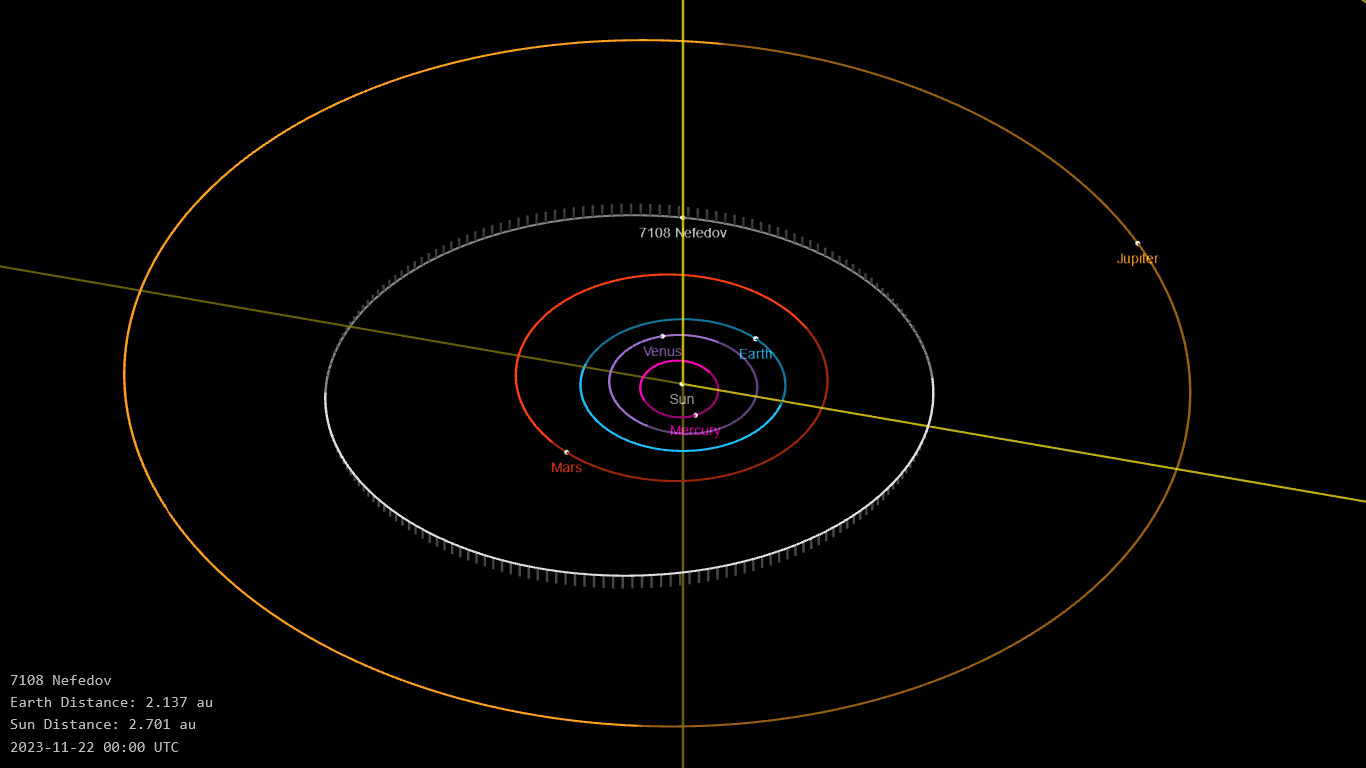

7108 Nefedov è un asteroide della fascia principale. Scoperto nel 1981, presenta un'orbita caratterizzata da un semiasse maggiore pari a 2,9748906 UA e da un'eccentricità di 0,1838732, inclinata di 3,04918° rispetto all'eclittica.